# Theodor Friedrich Ludwig Nees von Esenbeck
Pour les articles homonymes, voir Nees von Esenbeck.
Theodor Friedrich Ludwig Nees von Esenbeck est un botaniste et un pharmacologiste allemand, né le 26 juillet 1787 à Reichelsheim et mort le 12 décembre 1837 à Hyères.

## Biographie
Il enseigne à Bonn. Il est notamment l'auteur de
- Handbuch der medicinisch-pharmaceutischen Botanik. Düsseldorf 1830-1832.
- Plantae officinales, oder Sammlung officineller Pflanzen. Düsseldorf 1821-1833.
- Genera Plantarum Florae Germanicae. Bonn 1833-1838.
- Das System der Pilze. Bonn 1837.
- Sammlung schön blühender Gewächse in lithographierten Abbildungen, für Blumen- und Gartenfreunde. Düsseldorf 1825-1831.

Il est le frère de Christian Gottfried Daniel Nees von Esenbeck (1776-1858), également botaniste.